# Cham (Zoug)
Pour les articles homonymes, voir Cham.
Cham est une commune suisse du canton de Zoug.

## Géographie

Photo aérienne prise par Walter Mittelholzer (1919).

Selon l'Office fédéral de la statistique, Cham mesure 17,71 km2.
Cham est limitrophe de Hünenberg, Zoug, Steinhausen, Knonau et Maschwanden.

## Démographie
Selon l'Office fédéral de la statistique, Cham compte 17 867 habitants fin 2023. Sa densité de population atteint 1009 hab./km2.
Le graphique suivant résume l'évolution de la population de Cham entre 1850 et 2008 :

## Culture et patrimoine

### Héraldique
| Blason | Blasonnement : D'argent à l'ours levé de gueules. |

### Monuments et curiosités
- Château Saint-André.
- Église catholique de Saint-Jacques
- Le couvent des Cisterciennes[5] de Frauenthal a été fondé en 1231 à l'écart dans une boucle de la rivière Lorze. Les bâtiments conventuels actuels remontent pour la plus grande partie au 17e s[6].